# Carolina Kuhl
Carolina Kuhl (* 4. April 2005) ist eine deutsche Tennisspielerin.

## Karriere
2017 gewann sie als Zwölfjährige den Bayerischen Meistertitel in der Altersklasse U14. Zwei Jahre später wurde sie auch Bayerische Meisterin in der Altersklasse U16. Auf der ITF Junior Tour konnte sie sechs Einzel- und drei Doppeltitel gewinnen und erreichte am 31. Januar 2022 mit dem 31. Platz ihren höchsten Juniorinnen-Weltranglistenplatz.
Seit 2021 ist Carolina Kuhl Teil des Porsche Junior Teams und spielt seit diesem Jahr auch Turniere der ITF Women’s World Tennis Tour.
2022 stand sie bei den Australian Open im Viertelfinale des Juniorinneneinzel. Im April gewann sie zusammen mit Ilinca Dalina Amariei ihren ersten ITF-Titel im Doppel. Im September stand sie mit ihrer Partnerin Ella Seidel im Finale des Juniorinnendoppels bei den US Open 2022, das die beiden mit 3:6 und 2:6 gegen Lucie Havlíčková und Diana Schneider verloren.
2023 konnte sie im Mai ihren ersten ITF-Einzeltitel feiern, als sie das Turnier in Pörtschach am Wörther See gewann. Anfang Juni konnte sie in Troisdorf ihren zweiten Turniersieg im Einzel gewinnen. Im gleichen Monat gewann sie im polnischen Gdansk ihr drittes Turnier in Folge.
Carolina Kuhl spielt 2023 in der 2. Tennis-Bundesliga für den Club am Marienberg Nürnberg.

## Turniersiege

### Einzel
| Nr. | Datum         | Turnier    | Kategorie | Belag | Finalgegnerin   | Ergebnis       |
| --- | ------------- | ---------- | --------- | ----- | --------------- | -------------- |
| 1.  | 14. Mai 2023  | Pörtschach | ITF W15   | Sand  | Lara Salden     | 6:1, 1:6, 6:4  |
| 2.  | 4. Juni 2023  | Troisdorf  | ITF W25   | Sand  | Julija Awdejewa | 3:6, 6:4, 6:4  |
| 3.  | 25. Juni 2023 | Gdansk     | ITF W15   | Sand  | Gina Feistel    | 2:6, 6:2, 7:65 |

### Doppel
| Nr. | Datum          | Turnier | Kategorie | Belag | Partnerin             | Finalgegnerinnen               | Ergebnis         |
| --- | -------------- | ------- | --------- | ----- | --------------------- | ------------------------------ | ---------------- |
| 1.  | 16. April 2022 | Kairo   | ITF W15   | Sand  | Ilinca Dalina Amariei | Diletta Cherubini Emily Welker | 6:2, 2:6, [10:3] |

## Abschneiden bei Grand-Slam-Turnieren

### Juniorinneneinzel
| Turnier         | 2022 | 2023 | Karriere |
| --------------- | ---- | ---- | -------- |
| Australian Open | VF   | 2    | VF       |
| French Open     | 2    | —    | 2        |
| Wimbledon       | 1    | —    | 1        |
| US Open         | 1    | —    | 1        |

Zeichenerklärung: S = Turniersieg; F, HF, VF, AF = Einzug ins Finale / Halbfinale / Viertelfinale / Achtelfinale; 1, 2, 3 = Ausscheiden in der 1. / 2. / 3. Hauptrunde; nicht ausgetragen

### Juniorinnendoppel
| Turnier         | 2022 | 2023 | Karriere |
| --------------- | ---- | ---- | -------- |
| Australian Open | 1    | AF   | AF       |
| French Open     | 1    | —    | 1        |
| Wimbledon       | 1    | —    | 1        |
| US Open         | F    | —    | F        |